# Rivière Innuksuac
La rivière Innuksuac est un affluent du littoral Est de la baie d'Hudson. Ce cours d'eau coule dans la municipalité de village nordique Inukjuak, dans la péninsule d'Ungava, dans la région administrative du Nord-du-Québec, au Québec, au Canada.

## Géographie
Les bassins versants voisins de la rivière Innuksuac sont :
- côté nord : rivière Koktac ;
- côté est : rivière Kogaluc, rivière aux Feuilles ;
- côté sud : ruisseau Kuugajaaraaluk, rivière Qikirtaluup Kuunga, rivière Kongut ;
- côté ouest : Baie d'Hudson.

La rivière Innuksuac prend sa source d'un petit lac de tête (longueur : 175 m ; altitude : 258 m), situé juste au nord de la tête de la rivière Qikirtaluup Kuunga. Ce lac est alimenté par deux petits lacs du côté nord. À partir du lac de tête, la rivière Innuksuac coule sur :
- 33,4 km vers le sud-est jusqu'à la rive sud-ouest du lac Chavigny ;
- 38,6 km vers le nord en traversant le lac Chavigny (longueur : 41,4 km ; altitude : 162 m) qui constitue le principal plan d'eau alimentant la rivière Innuksuac. Sa forme est complexe avec de nombreuses îles, presqu'îles et baies. Le lac se déverse par le nord.

À partir du lac Chavigny, la rivière Innuksuac s'écoule sur :
- 40,0 km vers le nord, d'abord vers le nord-est en traversant un lac sur 15,9 km, puis un second et finalement elle coule vers le nord-ouest pour aller se déverser sur la rive sud-est du lac Le Roy ;
- 37,7 km vers le nord-ouest en traversant le lac Le Roy (altitude : 173 m) ;
- 20,9 km vers le sud-ouest, dont 18,2 km en traversant le lac Qilalugalik (longueur : 37,7 km ; altitude : 147 m) ;
- 135,4 km vers l'ouest, puis le sud-ouest, en traversant cinq plans d'eau notamment les lacs Nuluarniavialuk, Qattaakuluup Tasinga et Quurngulik, jusqu'au littoral Est de la baie d'Hudson.

En traversant le lac Nuluarniavialuk (altitude : 53 m) vers l'ouest, la rivière se divise en deux embranchements en contournant l'île Avaqqutaq (longue de 13,7 km) :
- la branche du nord (longueur : 22,8 km) traverse le rapide Sanningajuq ;
- la branche du sud (longueur : 18,1 km).

Le lac Nuluarniavialuk est à seulement 4,8 km au nord de la rivière Kongut. La pointe sud de l'île est à 16,1 km au nord-est de Inukjuak.
La rivière Innuksuac se déverse dans le canal de Hopewell Sound au sud du village nordique de Inukjuak, après avoir passé au sud-est de l'aéroport. La baie de Qallunaaq fait face à la Pointe Qikirtarurtaluq (côté sud de la baie), à l'île Saugartalik, à l'île Bluff, à l'île Harrison (longueur : 8,5 km) et à l'île Patterson (longueur : 5,7 km). La colline de Inussualuk situé du côté sud de la baie domine à 130 m d'altitude.
L'embouchure de la rivière Innuksuac est situé à 8,9 km au nord de l'embouchure de la rivière Kongut et à 65 km au sud de l'embouchure de la rivière Koktac.

## Toponymie
Le toponyme rivière Innuksuac a été officialisé le 5 décembre 1968 à la Commission de toponymie du Québec.